# Dark Ballet
«Dark Ballet» es una canción de la cantante estadounidense Madonna, incluida en su decimocuarto álbum de estudio, Madame X (2019). Fue compuesta y producida por la cantante y Mirwais Ahmadzaï y publicada como sencillo promocional del álbum el 7 de junio de 2019, junto con un videoclip dirigido por Emmanuel Adjei.

## Composición
«Dark Ballet» es una canción pop experimental, con un uso intensivo del vocoder de Daft Punk y la música orquestal, estructurada de manera similar a la de «Bohemian Rhapsody». Además, la canción presenta un sample de «The Nutcracker Suite: Dance of the Reed-Flutes» de Piotr Ilich Chaikovski.

## Vídeo musical
El videoclip de «Dark Ballet», protagonizado por el activista queer Mykki Blanco, está inspirado en la historia de Juana de Arco, donde varios jefes de la iglesia lo arrestan y ejecutan. En el vídeo, dirigido por Emmanuel Adjei, Blanco ejecuta una coreografía vistiendo el sostén cónico que Madonna usó en la gira Blond Ambition World Tour (1990).

## Presentaciones en vivo
Madonna interpretó «Dark Ballet», antes titulada «Beautiful Game», en la Met Gala celebrada en mayo de 2018. Una parte de la canción se cantó en el Festival de la Canción de Eurovisión 2019, junto con «Future» y el sencillo de 1989 «Like a Prayer».

## Posicionamiento en listas
| Lista (2019)                             | Posición más alta |
| ---------------------------------------- | ----------------- |
| Francia (SNEP France Downloads)          | 49                |
| Reino Unido (UK Singles Downloads Chart) | 83                |
| Reino Unido (UK Singles Sales Chart)     | 83                |